# Altha
Altha es un pueblo ubicado en el condado de Calhoun en el estado estadounidense de Florida. En el Censo de 2010 tenía una población de 536 habitantes y una densidad poblacional de 138,52 personas por km².

## Geografía
Altha se encuentra ubicado en las coordenadas 30°34′24″N 85°7′34″O / 30.57333, -85.12611. Según la Oficina del Censo de los Estados Unidos, Altha tiene una superficie total de 3.87 km², de la cual 3.78 km² corresponden a tierra firme y (2.21%) 0.09 km² es agua.

## Demografía
Según el censo de 2010, había 536 personas residiendo en Altha. La densidad de población era de 138,52 hab./km². De los 536 habitantes, Altha estaba compuesto por el 95.15% blancos, el 1.31% eran afroamericanos, el 0% eran amerindios, el 0.19% eran asiáticos, el 0% eran isleños del Pacífico, el 1.31% eran de otras razas y el 2.05% pertenecían a dos o más razas. Del total de la población el 4.85% eran hispanos o latinos de cualquier raza.